# Honey, I Blew Up the Kid
Honey, I Blew Up the Kid is een Amerikaanse komische sciencefictionfilm uit 1992, geregisseerd door Randal Kleiser en uitgebracht door Walt Disney Pictures. De film is een vervolg op de film Honey, I Shrunk the Kids uit 1989.
Acteurs Rick Moranis, Marcia Strassman en Robert Oliveri vertolken in deze film wederom de rollen van uitvinder Wayne Szalinski, zijn vrouw Diane, en hun zoon Nick.

## Verhaal
De film speelt enkele jaren na de vorige film. Wayne en Diane Szalinski hebben inmiddels een derde kind, de tweejarige Adam. Wayne werkt nu voor een laboratorium aan een vergrootmachine, maar wordt tegengewerkt door Dr. Hendrickson, die de machine graag zelf wil ontwerpen.
Wanneer Amy naar college gaat, gaat haar moeder met haar mee en blijven Wayne, Nick en Adam alleen achter. Wayne besluit Adam mee te nemen naar het lab waar hij werkt aan de vergrootmachine. Adam ontsnapt echter aan zijn aandacht, en wordt samen met zijn knuffelkonijn blootgesteld aan de straling van de machine.
Door deze blootstelling begint Adam te groeien elke keer wanneer hij in contact komt met een elektrisch veld. Al snel is hij te groot om in huis te houden. Diane komt met het plan om Wayne’s originele krimpmachine uit de vorige film te gebruiken om Adam weer normaal te maken, en de twee vertrekken naar de loods waar deze machine is opgeslagen. Ondertussen moet Nick op Adam passen, samen met babysitter Mandy. Adam wordt echter groter en groter totdat hij ongeveer 50 meter hoog is. Tot overmaat van ramp ontdekt Hendrickson de reusachtige Adam, en belt zijn baas, Clifford Sterling. Die laat het leger aanrukken met een grote truck om Adam te vangen. Adam ontsnapt echter wanneer de truck langs een paar hoogspanningsmasten rijdt, en het elektrisch veld hem nog verder laat groeien.
Wyane en Diane vinden de machine, maar Adam moet minstens 12 seconden stil blijven staan om hem weer te laten krimpen. De reusachtige Adam begeeft zich op dat moment richting Las Vegas. Om te voorkomen dat hij nog verder groeit door het elektrisch veld van de lichten van alle casino’s, laat men alle lampen in de stad doven. Diane komt uiteindelijk met het plan om Wayne’s originele machine te gebruiken om haar ook te laten groeien zodat ze Adam kan afleiden en hem even stil te laten staan. Het plan slaagt, en Wayne kan Adam en Diane eindelijk weer laten krimpen.

## Rolverdeling
| Acteur           | Personage               |
| ---------------- | ----------------------- |
| Rick Moranis     | Wayne Szalinski         |
| Marcia Strassman | Diane Szalinski         |
| Robert Oliveri   | Nick Szalinski          |
| Daniel Shalikar  | Adam Szalinski          |
| Joshua Shalikar  | Adam Szalinski          |
| Lloyd Bridges    | Clifford Sterling       |
| John Shea        | Dr. Charles Hendrickson |
| Keri Russell     | Mandy Park              |
| Ron Canada       | Marshall Brooks         |
| Amy O'Neill      | Amy Szalinski           |
| Michael Milhoan  | Kapitein Ed Myerson     |
| Gregory Sierra   | Terence Wheeler         |
| Leslie Neale     | Constance Winters       |

## Achtergrond
Aanvankelijk was “Honey, I Blew Up the Kid” niet bedoeld als vervolg op Honey, I Shrunk the Kids. De film droeg tijdens de productie de werktitel "Big Baby", en zou een geheel opzichzelfstaand verhaal bevatten met andere personages. Disney zag het script echter als een goede opvolger voor Honey, I Shrunk the Kids, en liet daarom alle originele personages uit het script vervangen door personages uit die film.
De opnames van de film vonden eind 1991 plaats. Amy O'Neills personage, Amy Szalinski, komt in de film maar zeer kort voor. Dat komt doordat in het originele script geen personage voorkwam wiens plaats zij kon innemen, en het niet mogelijk was het script zo aan te passen dat ze een grotere rol kreeg. De film betekende het filmdebuut van actrice Keri Russell.
Disney werd naderhand aangeklaagd door een spelshowpresentator, die beweerde ook ooit een script te hebben geschreven over een reusachtige peuter getiteld "Now, That's a Baby!". De zaak werd uiteindelijk buiten de rechter om afgehandeld.

## Prijzen en nominaties
| jaar | prijs              | categorie                                  | genomineerde(n)  | uitslag     |
| ---- | ------------------ | ------------------------------------------ | ---------------- | ----------- |
| 1993 | Saturn Award       | Beste regisseur                            | Randal Kleiser   | genomineerd |
| 1993 | Saturn Award       | Beste jonge acteur                         | Robert Oliveri   | genomineerd |
| 1993 | Saturn Award       | Beste jonge acteur                         | Daniel Shalikar  | genomineerd |
| 1993 | Saturn Award       | Beste jonge acteur                         | Joshua Shalikar  | genomineerd |
| 1993 | Saturn Award       | Beste sciencefictionfilm                   | -                | genomineerd |
| 1993 | Saturn Award       | Beste vrouwelijke bijrol                   | Marcia Strassman | genomineerd |
| 1993 | Young Artist Award | Beste familiefilm                          | -                | genomineerd |
| 1993 | Young Artist Award | Beste jonge acteur in een film             | Robert Oliveri   | genomineerd |
| 1993 | Young Artist Award | Beste jonge actrice in een film            | Keri Russell     | genomineerd |
| 1994 | Young Artist Award | Beste actrice onder de 10 jaar in een film | Shannon Hughes   | genomineerd |